# Chéu
Chéu é uma comuna francesa na região administrativa de Borgonha-Franco-Condado, no departamento de Yonne. Estende-se por uma área de 7,67 km². Em 2010 a comuna tinha 571 habitantes (densidade: 74,4 hab./km²).